# دورية الضفادع
دورية الضفادع مسلسل رسوم متحركة كندي يتكون من 26 حلقة عرض لأول مره بين عامي 1999-2002 تمت دبلجة المسلسل للغة العربية.

## روابط خارجية
- The Temple Of Bufonidae نسخة محفوظة 24 نوفمبر 2015 على موقع واي باك مشين.
- Run For The Toad Website
- TV.com Show Guide
- Song Lyrics Page
- Episode Guides
- دورية الضفادع على موقع IMDb (الإنجليزية)
- دورية الضفادع على موقع كينوبويسك (الروسية)
- دورية الضفادع على موقع قاعدة بيانات الفيلم (الإنجليزية)